# Myoxanthus cimex
Myoxanthus cimex là một loài thực vật có hoa trong họ Lan. Loài này được (Luer & R.Escobar) Luer mô tả khoa học đầu tiên năm 1982.